# Flustrellaria whiteavesi
Flustrellaria whiteavesi är en mossdjursart som först beskrevs av Norman 1903.  Flustrellaria whiteavesi ingår i släktet Flustrellaria och familjen Calloporidae. Inga underarter finns listade i Catalogue of Life.